# Узбекистан на зимових Паралімпійських іграх 2014
Шаблон:Узбекистан на Паралімпійських іграх
Узбекистан на зимових Паралімпійських іграх 2014 року був представлений 2 спортсменами в одному виді спорту.

## Гірськолижний спорт
Чоловіки
| Спортсмен    | Вид спорту                 | Забіг 1 | Забіг 1 | Забіг 1 | Забіг 2 | Забіг 2 | Забіг 2 | Остаточний/Всього | Остаточний/Всього | Остаточний/Всього |
| Спортсмен    | Вид спорту                 | Час     | Різн.   | Місце   | Час     | Різн.   | Місце   | Час               | Різн.             | Місце             |
| ------------ | -------------------------- | ------- | ------- | ------- | ------- | ------- | ------- | ----------------- | ----------------- | ----------------- |
| Раміл Гаязов | слалом, стоячи             | DSQ     | DSQ     | DSQ     | DSQ     | DSQ     | DSQ     | DSQ               | DSQ               | DSQ               |
| Раміл Гаязов | гігантський слалом, стоячи | DNS     | DNS     | DNS     | DNS     | DNS     | DNS     | DNS               | DNS               | DNS               |

### Сноуборд
Парасноуборд вперше було введено у програму на цих іграх.
Чоловіки
| Спортсмен      | Вид спорту   | Перегони 1 | Перегони 1 | Перегони 2 | Перегони 2 | Перегони 3 | Перегони 3 | Всього  | Всього |
| Спортсмен      | Вид спорту   | Час        | Місце      | Час        | Місце      | Час        | Місце      | Час     | Місце  |
| -------------- | ------------ | ---------- | ---------- | ---------- | ---------- | ---------- | ---------- | ------- | ------ |
| Євгеній Слєпов | сноубордкрос | 1:33.45    | 28         | 1:41.39    | 31         | 1:28.68    | 28         | 3:02.13 | 32     |